# Константин Лакапин
Константин Лакапин (грчки: Κωνσταντίνος Λακαπηνός; умро између 946. и 948.) је био византијски цар, савладар свога оца Романа I Лакапина, Константина Порфирогенита и браће Христифора, Стефана. 

## Породица
Константин је био најмлађи Романа I и његове супруге Теодоре. Његова старија браћа и сестре били су: Христифор (савладар од 921. године до своје смрти 931. године), Јелена, која се удала за Константина Порфирогенита (913—959), Агата, која се удала за Романа Аргира, Стефан (савладар 924-945) и Теофилакт (цариградски патријарх 933-956). Вероватно је имао најмање две млађе сестре чија имена данас нису позната. Њихов идентитет познат је само захваљујући томе што се зна да су биле удате за магистре Романа Моселу и Романа Саронита.

## Владавина
Роман Лакапин, Константинов отац, дошао је на власт 919. године, када је успео да се избори да буде именован за регента малолетног Константина VII и своју ћерку уда за њега. За годину дана, он је напредовао од базилеопатора до цезара, да би 17. децембра 920. године био крунисан за главног цара. Да би учврстио свој положај на власти, са крајњим циљем да смени владајућу Македонску династију својом породицом, Роман је уздигао свог најстаријег сина Христифора за савладара маја 921. године, док су Стефан и Константин проглашени царевима 25. децембра 924. године.
Христифор је умро рано, 931. године, а како се Константин де факто удаљио са власти, Стефан и Константин су постали све значајније личности, иако су формално и даље били ниже рангирани од свог зета. Године 933. Према хроничару из 11. века, Георгију Кедрену, Стефан и Константин су кастрирани 945. године.
Стефан и Константин Лакапин се истичу 943. године, када су се успротивили династичком браку свога нећака, Романа II. Њихов отац желео је да његов најстарији унук буде ожењен Еуфросином, ћерком успешног генерала Јована Куркуаса. Иако би такав брак дефинитивно учврстио подршку војске Роману, она би такође учврстила и позицију легитимне Македонске династије, коју је представљао Роман II и његов отац Константин. Константин Лакапин и Стефан су се, очекивано, успротивили таквој одлуци и њихов глас превагнуо је у доношењу одлуке. Куркуас је смењен на јесен 944. године. Роман Лакапин је већ био стар и болестан. Роман II се оженио Бертом, ванбрачном ћерком Ига од Арла, краља Италије.
Питање наследника Романа I постало је хитно, јер је било јасно да цар неће још дуго живети. Романов тестамент предвиђао је да Константин Порфирогенит након његове смрти постане главни цар. То је узнемирило два Романова сина који су се плашили да ће их зет срушити и присилити да ступе у монаштво. Они су почели да планирају државни удар и насилно преузимање власти, а Стефан је био вођа, док је Константин у догађајима био прилично пасиван.
Међу завереницима су, између осталих, били и Марин Аргир, протоспатар Василије Петеин, Манојло Куртикис, стратези Диоген, Кладо и Филип Кедрен. Сматра се, међутим, да је Петеин био човек Константина Порфирогенита који се увукао међу заверенике. Дана 20. децембра 944. године завереници су кренули у акцију. Два брата увели су своје присталице у цариградску палату током поподневне паузе. Лако су ухватили болесног Романа Лакапина. Роман је интерниран на Принчевска острва где се замонашио, након што је добровољно абдицирао.
Након што су уклонили оца, браћа су морала да се суоче са Порфирогенитом. На несрећу по њих, прошириле су се гласине да је царев живот у опасности. Убрзо су се масе окупиле пред палатом тражећи да виде свог цара. Савремени хроничар Лиутпранд из Кремоне приметио је да су у Цариграду били присутни изасланици из Амалфија, Гаете, Рима и Провансе који су такође подржали цара. Стефан и његов брат морали су да признају Порфирогенита за главног цара.
Нови тријумвират трајао је око 40 дана. Тројица царева убрзо су поставила нове личности на високе војне функције. Варда Фока Старији постављен је за доместика схолу, а Константин Гонгил за главног адмирала. Стефан и његов брат успели су да награде саборце. Петеин је постао патрикије и велики хетаериарх, Куртикије за патрикија и друнгарија. Међутим, дана 26. јануара 945. године, на интервенцију њихове сестре, августе Јелене, у новом државном удару Константин је збацио двојицу Лакапина и обновио јединствену царску власт.

## Егзил
У почетку су двојица браће послата у Проте. Византијски хроничари бележе како их је отац поздравио, наводећи одломак из Књиге пророка Исаије: "Чујте, небеса, и послушајте, земљо, јер је Јахве рекао: "хранио сам и одгојио децу, али они су се побунили против мене". Константин је потом послат на Тенедос, а потом на Самотраку. Убијен је приликом покушаја бекства са острва. Тачан датум његове погибије није познат, али, по речима Теофановог настављача, његову смрт треба сместити у период од 946. до 948. године. 